# 東北區 (冰島)
東北區是冰島八个地區之一，位於該國東北部。面积21,968平方公里，2021年1月人口30,613人。首府阿克雷里。下轄11个市镇。

## 市镇列表
- 阿克雷里
- 诺泽辛
- 菲亚德拉比格兹
- 达尔维屈比格兹
- 埃亚峡湾乡
- 赫尔高乡
- 斯瓦尔巴兹滨海区
- 格里蒂巴卡区
- 蒂约尔内斯区
- 辛盖亚乡
- 朗加内斯比格兹